# Canis lupus nubilus
Sous-espèce
Répartition géographique
Le Loup des plaines[réf. souhaitée] ou Loup des bisons[réf. souhaitée] ou Loup du Labrador (Canis lupus nubilus) est une sous-espèce de loup de l'espèce Canis lupus. Son aire de répartition se situe à l'est du Canada et à l'ouest de la région des Grands Lacs aux États-Unis.

## Description
Le loup des plaines mesure de 135 cm à 190 cm de long en comptant la queue. Le mâle adulte pèse entre 35 kg et 50 kg et la femelle adulte pèse entre 30 kg et 40 kg.
Son pelage est bien souvent un mélange de gris, de crème, de roux, de marron et de noir.

## Habitat
Avant le loup des plaines était présent dans une grande partie des Grandes Plaines d'Amérique du Nord. Actuellement il est présent dans l'est du Canada et est à nouveau présent dans certaines parties des États-Unis. Un recensement de 2004, dénombre près de 3 700 individus aux États-Unis répartis dans les États du Michigan, du Wisconsin et du Minnesota.

## Taxonomie
L'apparence du Loup gris présente une grande variabilité selon leur région d'origine. De nombreuses sous-espèces ont été décrites sur la base de quelques individus, sans prendre en compte la variabilité phénotypique naturelle de l'espèce. Ainsi, Edward Alphonso Goldman décrit 24 sous-espèces américaines différentes en 1944.
Les recherches actuelles sont fondées sur des critères multifactoriels tels que la morphologie, la paléontologie, le comportement et les analyses génétiques. Cette réorientation de la description des sous-espèces a conduit à réduire considérablement le nombre de sous-espèces en considérant qu'il s'agit dans la majorité des cas d'adaptations locales de l'espèce Canis lupus.
En 1983, Nowak propose de réduire les loups d'Amérique à cinq sous-espèces : Canis lupus occidentalis, arctos, baileyi, nubilus et lycaon Son argumentation se développe autour de la séparation géographique en Amérique du Nord de cinq populations de loups au cours de la glaciation du Pléistocène, isolation durable qui aurait permis la formation des différentes formes. Les cinq formes de loups sont par la suite confirmées par des études génétiques, bien que la sous-espèce Canis lupus lycaon soit à présent reconnue comme une espèce, le Loup du parc d'Algonquin.
Canis lupus nubilus regroupe les anciennes sous-espèces suivantes :
- Canis lupus crassodon - le loup de Vancouver
- Canis lupus hudsonicus - le loup de l'Hudson
- Canis lupus irremotus - le loup des Rocheuses septentrionales
- Canis lupus labradorius - le loup du Labrador
- Canis lupus ligoni - le loup de l'archipel Alexandre
- Canis lupus manningi - le loup de la Terre de Baffin
- Canis lupus beothucus - le loup de Terre-Neuve (éteint)
- Canis lupus fuscus - le loup d'Oregon (éteint)
- Canis lupus mongollonensis - le loup Mongollon (éteint)
- Canis lupus monstrabilis - le loup du Texas (éteint)
- Canis lupus youngi - le loup des Rocheuses méridionales (éteint).

### Synonymes
Selon MSW :
- Canis lupus variabilis[4]